# Casting Crowns
Casting Crowns est un groupe de rock chrétien évangélique d'Atlanta en Géorgie. 

## Histoire
Casting Crowns est fondé par Mark Hall, pasteur de la Première église baptiste de Daytona Beach, Floride, en 1999.
Le groupe sort son premier album en 2003 Casting Crowns. 
Le style musical de Casting Crowns se rapproche beaucoup du style de U2, en plus calme, avec des paroles percutantes. Les convictions du groupe et sa foi se ressentent au travers des différentes chansons dédiées à Dieu et à leur relation avec Lui.
En avril 2007, le groupe Casting Crowns a participé au festival Printemps d'Avril à Pyongyang, en Corée du Nord. Il y a notamment interprété la chanson nord-coréenne "White Dove Fly High" qui figure en morceau caché sur l'album The Altar and the Door.

## Discographie
Album studio - Billboard
| Albums                      | Dates de parution |
| --------------------------- | ----------------- |
| Casting Crowns              | 2003              |
| Lifesong                    | 2005              |
| The Altar and the Door      | 2007              |
| Peace on Earth              | 2008              |
| Until the Whole World Hears | 2009              |
| Come To The Well            | 2011              |
| Thrive                      | 2014              |
| The Very Next Thing         | 2016              |
| It's Finally Christmas      | 2017              |
| Only Jesus                  | 2018              |

Album live - Billboard
| Albums                              | Dates de parution |
| ----------------------------------- | ----------------- |
| Live from Atlanta                   | 2004              |
| Lifesong Live                       | 2006              |
| The Altar and the Door Live         | 2008              |
| Until the Whole World Hears... Live | 2010              |
| A Live Worship Experience           | 2015              |

Album acoustique
| Albums                            | Dates de parution |
| --------------------------------- | ----------------- |
| The Acoustic Sessions: Volume One | 2013              |

## Membres
- Mark Hall - voix
- Juan DeVevo - guitare électrique, acoustique, voix
- Hector Cervantes - guitare électrique, voix
- Melodee DeVevo - violon, voix
- Andy Williams - caisses
- Chris Huffman - basse
- Megan Garrett - synthétiseur, accordéon, voix

## Récompenses
En 2024, au cours de son histoire, le groupe a reçu 1 Grammy Award  et 17 Dove Awards.